# Outeiro (Ouces)
Outeiro (en gallego y oficialmente, O Outeiro) es una aldea española situada en la parroquia de Ouces, del municipio de Bergondo, en la provincia de La Coruña, Galicia.

## Demografía
| Gráfica de evolución demográfica de O Outeiro entre 2000 y 2022 |
|                                                                 |
| Datos según el nomenclátor publicado por el INE.                |